# József Turay
József Turay (en húngaro: Turay József; Eger, Imperio austrohúngaro, 1 de marzo de 1905-Budapest, Hungría, 24 de junio de 1963) fue un jugador y entrenador de fútbol húngaro. En su etapa como jugador profesional se desempeñaba como delantero.

## Selección nacional
Fue internacional con la selección de fútbol de Hungría en 48 ocasiones y convirtió 11 goles. Formó parte de la selección subcampeona de la Copa del Mundo de 1938.

### Participaciones en Copas del Mundo
| Mundial                        | Sede    | Resultado  | Partidos | Goles |
| ------------------------------ | ------- | ---------- | -------- | ----- |
| Copa Mundial de Fútbol de 1938 | Francia | Subcampeón | 3        | 0     |

## Clubes

### Como jugador
| Club               | País    | Año       |
| ------------------ | ------- | --------- |
| Röppentyű utcai SC | Hungría | ¿-1926    |
| Ferencvárosi TC    | Hungría | 1926-1933 |
| MTK Hungária FC    | Hungría | 1933-1940 |
| Ganz TE            | Hungría | 1940      |
| Újvidéki AC        | Hungría | ¿-?       |

### Como entrenador
| Club                   | País    | Año  |
| ---------------------- | ------- | ---- |
| Rákosrendezői Törekvés | Hungría | 1957 |

## Palmarés

### Campeonatos nacionales
| Título              | Club            | País    | Año  |
| ------------------- | --------------- | ------- | ---- |
| Nemzeti Bajnokság I | Ferencvárosi TC | Hungría | 1927 |
| Copa de Hungría     | Ferencvárosi TC | Hungría | 1927 |
| Nemzeti Bajnokság I | Ferencvárosi TC | Hungría | 1928 |
| Copa de Hungría     | Ferencvárosi TC | Hungría | 1928 |
| Nemzeti Bajnokság I | Ferencvárosi TC | Hungría | 1932 |
| Copa de Hungría     | Ferencvárosi TC | Hungría | 1933 |
| Nemzeti Bajnokság I | MTK Hungária FC | Hungría | 1936 |
| Nemzeti Bajnokság I | MTK Hungária FC | Hungría | 1937 |

### Copas internacionales
| Título                 | Club            | Sede            | Año  |
| ---------------------- | --------------- | --------------- | ---- |
| Copa de Europa Central | Ferencvárosi TC | Viena (Austria) | 1928 |

### Distinciones individuales
| Distinción                    | Año  |
| ----------------------------- | ---- |
| Futbolista del año en Hungría | 1932 |